# Xanthophytum fruticulosum
Xanthophytum fruticulosum är en måreväxtart som beskrevs av Caspar Georg Carl Reinwardt och Carl Ludwig von Blume. Xanthophytum fruticulosum ingår i släktet Xanthophytum och familjen måreväxter. Inga underarter finns listade i Catalogue of Life.